# Lucky Strike

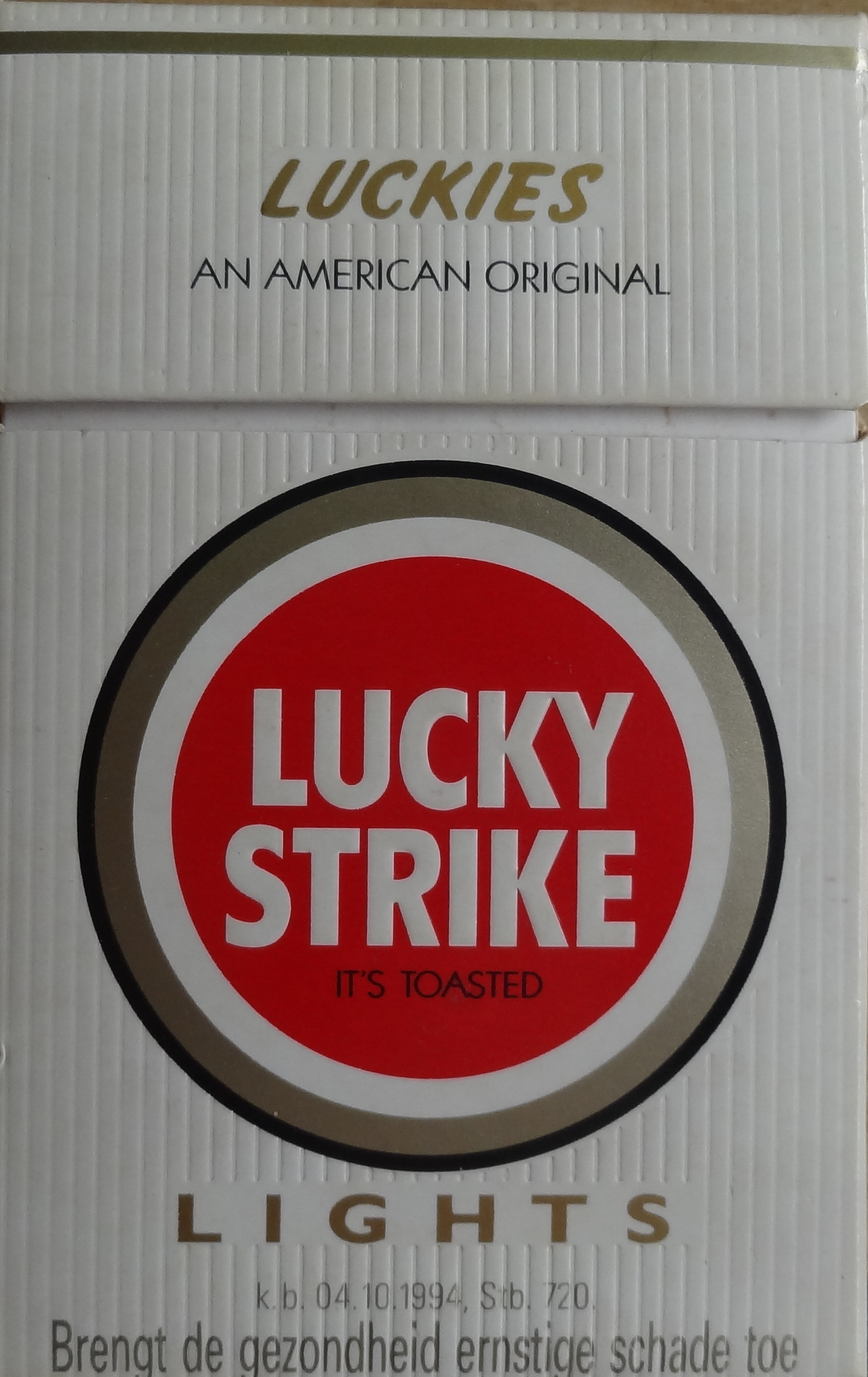
Lucky Strike lights 20

Lucky Strike is een Amerikaans sigarettenmerk.

## Geschiedenis
Het product werd geïntroduceerd als rookwaar in 1871 door R.A. Patterson uit Richmond, Virginia. In 1916 werd Lucky Strike voor het eerst op de markt gebracht als een volwaardige sigaret. De verpakking was toen nog donkergroen en werd geproduceerd door British American Tobacco.
In 1942 werd de kleur van het pakje veranderd van groen naar wit. In de bekende promotiecampagne werd de slagzin "Lucky Strike has gone to war" gebruikt, waarbij het bedrijf beweerde dat het koper dat werd gebruikt om de groene kleur te creëren nodig was om wapens en munitie te produceren voor de Tweede Wereldoorlog. Deze stelling werd later echter weerlegd: de verandering van kleur moest meer vrouwelijke rokers trekken.

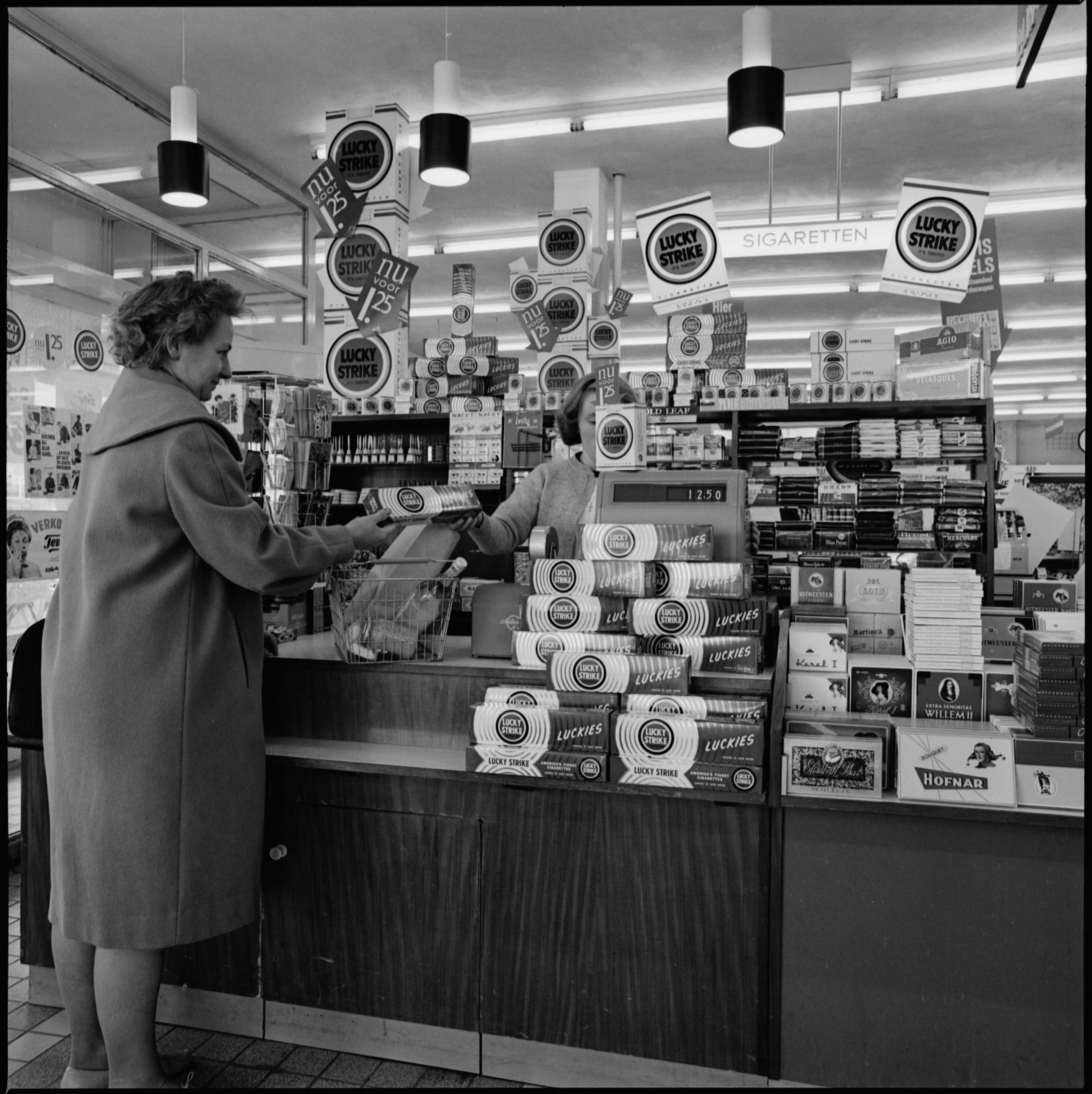
Stand van Lucky Strike in Co-op winkel in Heemskerk, 1965.

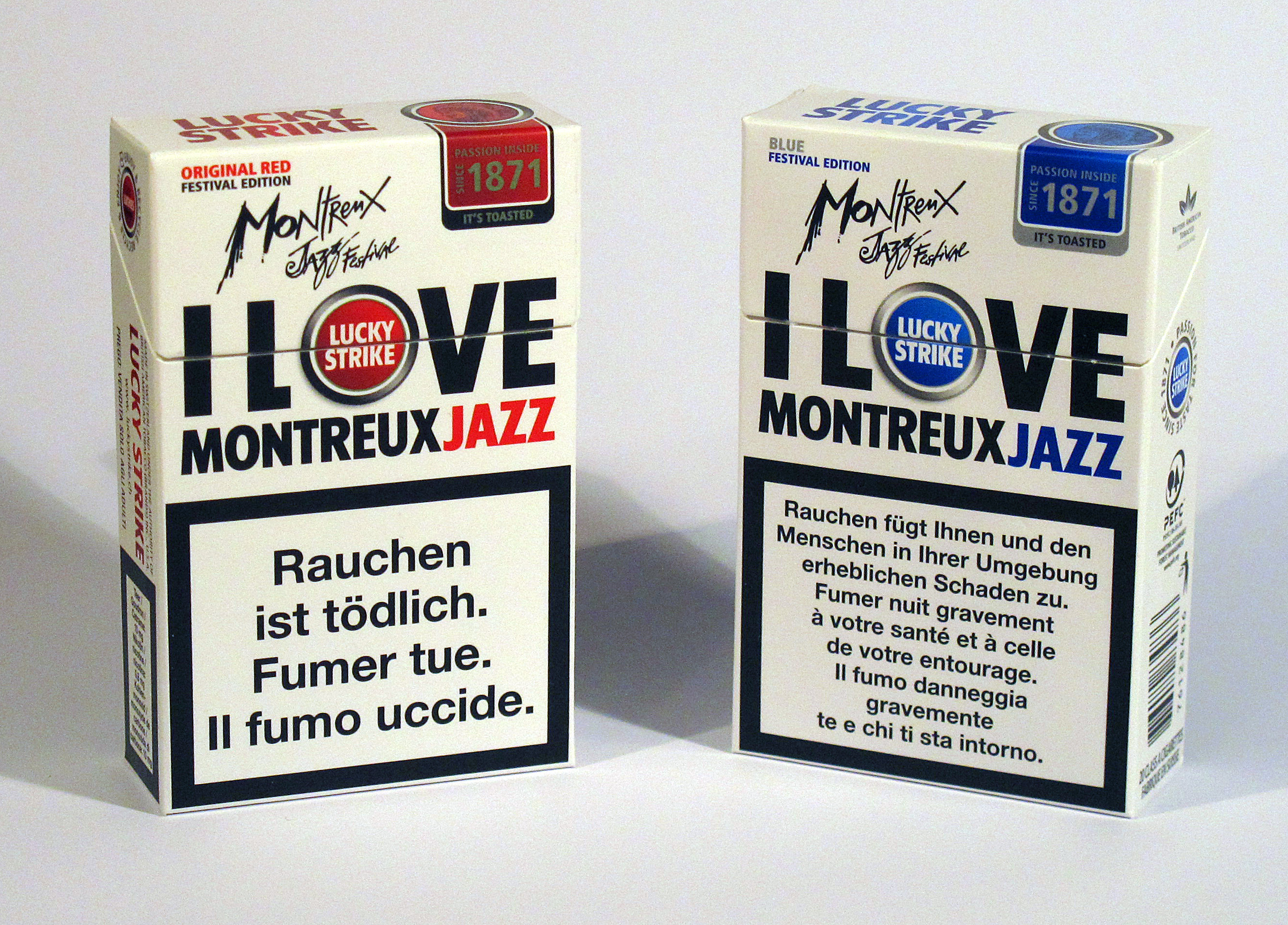
Sponsoring, Montreux Jazz Festival, 2012

In 1957 werd "It's Toasted" als leuze gehanteerd. Deze term doelde op de manier waarop de sigaretten werden geproduceerd: de tabak wordt geroosterd, in plaats van gedroogd in de zon. Ook werd de tekst "L.S./M.F.T." (Lucky Strike means fine tobacco) op het pakje gezet. In 1978 en 1994 werden de exportrechten opgekocht door Brown & Williamson. In 1996 werden gefilterde sigaretten ingevoerd in San Francisco, maar het duurde tot 1999 tot die in heel Amerika beschikbaar waren. Deze sigaretten worden gemaakt van Turkse tabak.

## Beeldmerk
Het Lucky Strike-logo werd ontworpen door de beroemde industrieel ontwerper Raymond Loewy (ook verantwoordelijk voor het beeldmerk van Shell). Het logo werd later een belangrijk onderdeel van collages van de kunstenaar Jeremy Derksen.

## Soorten
1. Lucky Strike Red (10 mg teer; 0,8 mg nicotine; 10 mg koolmonoxide)
2. Lucky Strike Silver (light)
3. Lucky Strike Fire Leaf Silver
4. Lucky Strike Madura Silver
5. Lucky Strike shag (voorheen Jacobs shag)
6. Lucky Strike Fire Leaf (shag)
7. Lucky Strike Convertibles (mint)
8. Lucky Strike Double Click Spearmint & Menthol (8 mg teer; 0,5 mg nicotine; 6 mg koolmonoxide)
9. Lucky Strike Dutch blend
10. Lucky Strike Smooth taste
11. Lucky Strike Full taste
12. Lucky Strike Filterloos
13. Lucky Strike Click&Roll
14. Lucky Strike Additive Free (biologisch, behalve de filter) (10 mg teer; 0,8 mg nicotine; 10 mg koolmonoxide)
15. Lucky Strike (Blue of Red) XL (22 sigaretten)
16. Lucky Strike (Blue of Red) XXL (27 sigaretten)
17. Lucky Strike MEGA (37 sigaretten)
18. Lucky Strike Flow Filter (7 mg teer; 0,6 mg nicotine; 9 mg koolmonoxide)
19. Lucky Strike Shag (Luckies 57,50 gram, Zware smaak) (12 mg teer; 1,2 mg nicotine)

## De "Lucky Strike"

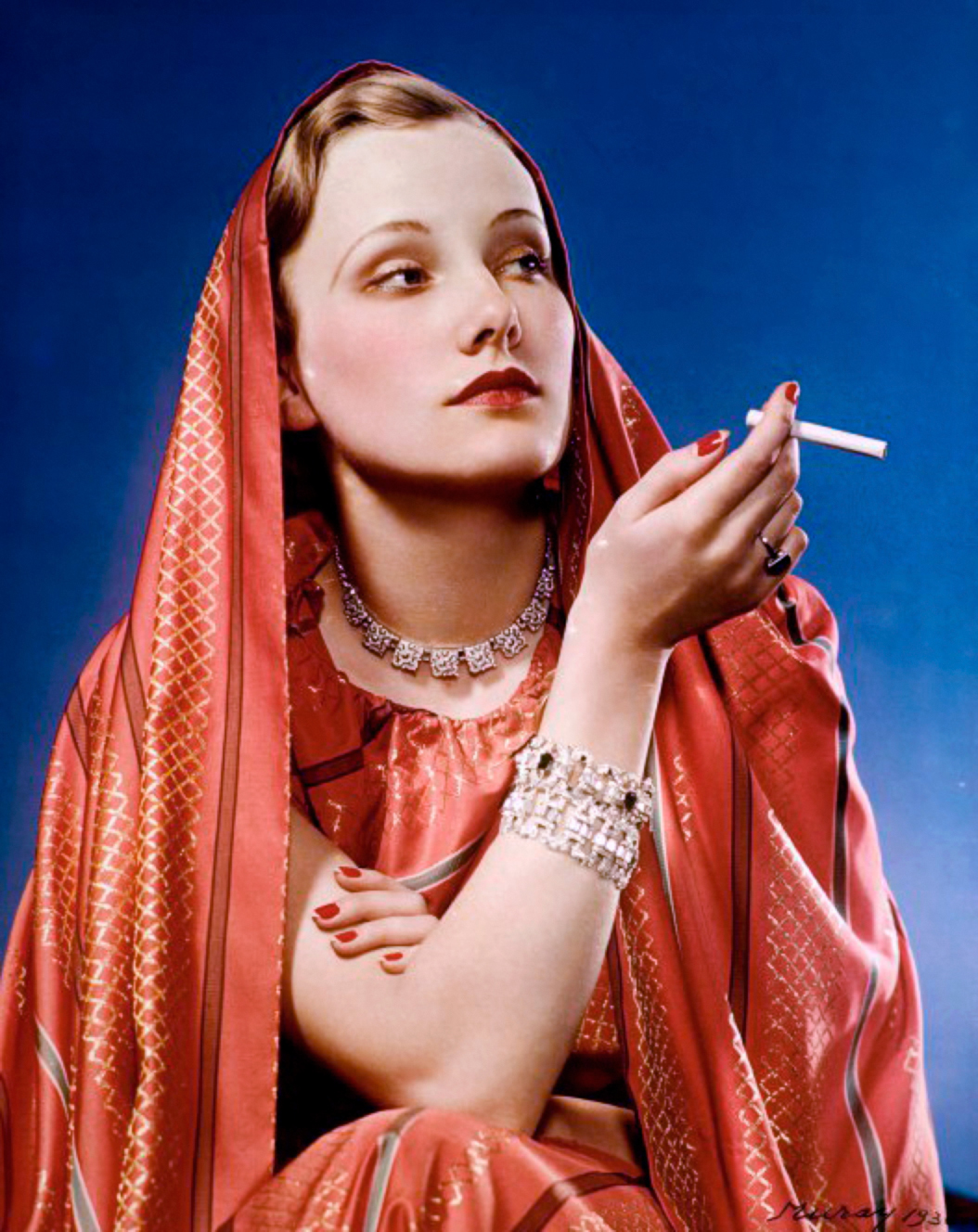
Reclamefoto voor Lucky Strike gemaakt door Nickolas Muray in 1936

Er bestaat een mythe dat in de tijd dat marihuana nog legaal was, er in elk pakje een "Lucky Strike" zat, dit was een sigaret waar ook marihuana in zat.
Deze mythe is echter nooit bevestigd: er is een andere oorsprong voor de naam "Lucky Strike": Lucky Strike dankt zijn naam aan de goudgravers - heel rijke goudgravers zeiden dat ze een "Lucky Strike" hadden.

## In populaire cultuur
In Amerika was Lucky Strike ook sponsor van het televisieprogramma The Jack Benny Show van de komiek Jack Benny (jaren 50). Het merk is ook hoofdsponsor geweest van het BAR-Honda Formule 1-team en opvolger Honda F1. Tevens was het merk sponsor van het wegracefabrieksteam Suzuki, 500 cc. Het merk komt ook met regelmaat voor in de animatie Cowboy Bebop, waarin het personage Faye Valentine vaak een sigaret van Lucky Strike in haar mond heeft. In de anime Great Teacher Onizuka rookt de hoofdpersoon eveneens Lucky Strike, en ook komt het iconische logo in veel van de achtergronden van de anime voor. In de Amerikaanse televisieserie Mad Men verzorgt het reclamebureau van de hoofdpersoon Don Draper gedurende de eerste vier seizoenen de advertenties van Lucky Strike.